# 尼古拉斯·加西亚·马约尔
尼古拉斯·加西亚·马约尔 (Nicolas Garcia Mayor ； 1978年12月15日)，出生在巴伊亚布兰卡，是一位专注于人道主义发展、社会创新和环境保护的阿根廷籍企业家与工业设计师。
自2000年以来，他一直担任工业人道主义的设计师，为南美洲和国外的国家，进行识别、设计、开发和实施创新的解决方案。当中的国家包括中国、奥地利、西班牙、法国和阿拉伯联合酋长国。
今天，他的设计遍布世界各地，并已在许多国家展出。除了获得广泛认可。在
2014年，因他对儿童，世界和平和人权的突出贡献，被JCI  授予"世界十大杰出青年TOYP  的殊荣 。
因为他的人道主义创新设计(称为 Cmax系統 )，他被应邀出席在纽约市的第六十六届联合国大会。他还被选为宝马，奥迪，可口可乐，谷歌和脸书等公司领导的代表顾问，并以代表顾问身份出席戛纳和柏林举行的世界工业设计峰会。
5家公司的创始人
8个非政府组织和社会福利组织的共同创始人和总裁
超过200个创新产品的设计师和开发者

## 慈善活动
Cmax系统公司（获B Corp认证)
尼古拉斯·加西亚·马约尔创建了Cmax系统 （页面存档备份，存于），是一个紧急避难所系统，提供临时住房援助，为受自然灾害、战争等影响的人改善他们的生活质量。本发明结合了帐篷和拖车的特征，包括容纳庇护所，卫生单元和生存工具箱。该系统的设计宗旨是在全球难民援助网络中展开工作，以便立即采取行动，促进各国之间的团结。 
2013年，尼古拉斯·加西亚·马约尔在纽约联合国总部向世界各国最重要的代表提出了这一制度。这个人道主义发明也传递到弗朗西斯教皇，在他给加西亚·马约尔的一次采访中，获得他的荣耀鼓励他不要放弃，并说“该项目已经被上帝祝福”。

## Cmax基金会
在2016年，加西亚·马约尔成立Cmax基金会，来促进和支持创新想法和可持续解决方案，通过提供人道主义住房和援助解决方案去帮助和提高那些受到自然灾害、疾病爆发和复杂紧急情况下流离失所者的生活质量。
我们努力为最弱小和无保护的人创造一个能够获得更好、更健康、更有尊严和更加快乐的生活的世界。促进联合国的千年发展目标，通过为全球的难民实施援助，来降低儿童死亡率
、改善产妇保健、防治疾病、促进全球合作、以及持续可持续发展的理念。

## 外部連結
官方网站